# Hedychium gomezianum
Hedychium gomezianum là một loài thực vật có hoa trong họ Gừng. Loài này được Wall. mô tả khoa học đầu tiên năm 1853.